# Zorocrates soledad
Zorocrates soledad är en spindelart som beskrevs av Norman I. Platnick och Darrell Ubick 2007. Zorocrates soledad ingår i släktet Zorocrates och familjen Zorocratidae. Inga underarter finns listade i Catalogue of Life.